# Сухопутные войска Норвегии
Сухопутные войска Норвегии (букмол Hæren — армия) — вид вооружённых сил Норвегии.

## История
На конец XIX столетия Сухопутные силы Норвегии делились на:
- органы управления;
- линейные войска, всех родов оружия и должны были состоять в общем из 750 офицеров и 12 000 нижних чинов (капралов и рядовых);
- земское ополчение (ландвер), могло быть призываемо к оружию лишь для защиты страны внутри её границ;
- всеобщее или поголовное земское ополчение (ландштурм), могло быть призываемо к оружию лишь в военное время и для местной обороны[2].

Каждый уроженец Норвегии и каждый иностранец, поселившийся в ней, обязан был проходить военную службу. Общий срок службы для пехоты, артиллерии, инженерных частей, с резервами и обозами — 10-летний, а для кавалерии с её резервами — семилетний. 
В 1896 году офицеров и кадровых чинов числилось до 17 000, солдат 18 000 человек личного состава, а в военное время число солдат могло быть удвоено. 
Крепости в Норвегии были незначительны, за исключением Оскарсборга, у Христиании.  
Сухопутные войска Норвегии сформированы в 1905 году, сразу после получения Норвегией независимости, после четырёх столетий правления Дании и Швеции.
По закону от 1910 года сухопутные силы Норвегии представляли собой милицию, территориального комплектования, которая подразделялась на действующую армию, ландвер и ландштурм, и в соответствии с ним была предусмотрена всеобщая воинская повинность, с призывным возрастом в 21 год. Срок службы составлял 20 лет, из них 12 лет в действующей армии и 8 лет в ландвере, а в ландштурме состояли все, не числящиеся в действующей армии, с 18-ти до 55-ти летнего возраста.

## Структура
Основными воинскими частями в сухопутных войсках Норвегии являлись отдельные батальоны и отдельные дивизионы, основным тактическим соединением — бригада.
Штаб сухопутных войск (Hærstaben) (казарма Рюста лайр, Бардуфос)
- Бригада «Север» (Brigade Nord) (Бардуфос)
  - Штаб (Brigadestaben) (Бардуфос)
  - Бронетанковый батальон[норв.] (Panserbataljonen) (Сетермоэн) — командование, танковый эскадрон (Stridsvognseskadron) (вооружена танками «Леопард-2»), два штурмовых эскадрона (Stormeskadron) (вооружены БМП «Strf 90»), кавалерийский эскадрон (Kavalerieskadronen) (вооружена БРМ «Fuchs» и «XA-180»), вспомогательный эскадрон (Kampstøtteeskadron) (вооружена ПТРК «FGM-148 Javelin» и миномётами «L16»);
  - Батальон «Телемарк» (Telemark Bataljon) (казарма Рена лайр, Рена) — командование, танковый эскадрон (вооружена танками «Леопард-2»), две механизированные роты (Mekansiert Infanterikompani) (вооружены БМП «Strf 90»), кавалерийский эскадрон (вооружена БРМ «Fuchs» и «XA-180») и вспомогательный эскадрон (вооружена ПТРК «FGM-148 Javelin» и миномётами «L16»);
  - 2-й батальон[норв.] (2. Bataljon) (Шолль) — командование, две механизированные роты (вооружены БМП «Strf 90»), кавалерийский эскадрон (вооружена БРМ «Fuchs» и «XA-180») и вспомогательный эскадрон (вооружена ПТРК «FGM-148 Javelin» и миномётами «L16») (танковая рота кадрирована из-за нехватки танков)
  - 4-й механизированный батальон[a] (4. Mekaniserte bataljon) (Сетермоэн)
  - Артиллерийский дивизион[норв.] (Artilleribataljonen) (Сетермоэн) — командование, штабная батарея, 3 артиллерийских батареи (Kanonbatteriene) («Нилс», «Ольга» и «Пирая») (вооружены самоходными гаубицами «M109» и «K9»), батарея артразведки (Lokaliseringsbatteriets) (оснащены РЛС «ARTHUR») и
    - Зенитно-ракетная батарея (Kampluftvernbatteri) (вооружена ЗРК малой дальности «NASAMS»)

  - Подразделения поддержки: Инженерно-сапёрный батальон[норв.] (Ingeniørbataljonen) (Шолль), батальон связи[норв.] (Sambandsbataljonen) (Бардуфос), санитарный батальон[норв.] (Sanitetsbataljonen) (Сетермоэн) (санитарно-эвакуационная рота, санитарная рота Сил быстрого реагирования, полевая шпитальная рота), батальон материального обеспечения[норв.] (Stridstrenbataljonen) (Бардуфос) (3 роты оперативной поддержки и 1 рота общей поддержки), рота военной полиции[норв.] (Militærpolitikompaniet) (Бардуфос)
- Королевская гвардия Его Величества (Hans Majestet Kongens Garde) (казарма Хусеби лайр, Осло), примерно соответствует батальону
- Разведывательный батальон[норв.] (Etterretningsbataljonen) (Сетермоэн), состоит из разведывательного эскадрона (Etterretning og Sikkerhetseskadron), эскадрона электронной разведки (Fjernoppklaringseskadronen), эскадрона БПЛА (UAV-eskadronen) и эскадрона поддержки (Støtteeskadron);
- Силы обороны[норв.] Финнмарка (Finnmark landforsvar) (Порсангермоэн)[5], восстановлен в 2019 году
  - Порсангерский батальон[норв.] (Porsanger bataljon) (Порсангермоэн), создан в 2020 году, состоит из разведывательного эскадрона (kavalerieskadron) и эскадрона боевой поддержки (kampstøtteeskadron);
  - Гарнизон[норв.] Сёр-Варангера (Garnisonen i Sør-Varanger) (Хёйбуктмоэн[норв.]), состоит из трёх пехотных рот (Jegerkompaniet), учебной роты (Utdanningskompaniet), роты боевой поддержки (Kampstøttekompaniet), состоящей в свою очередь из штабного взвода (Stabstroppen), инженерно-сапёрного взвода (Ingeniørtroppen) и взвода материального снабжения (Trentroppen);
  - 17-й округ территориальной обороны Финнмарка[норв.] (Finnmark heimevernsdistrikt 17) (Порсангермоэн);
- Центр боевой подготовки СВ[норв.] — Командование обучения и доктрины (Hærens våpenskole — TRADOK) (гарнизон Эстердал[норв.]), ныне — «Войсковая школа» (Hærens våpenskole)
  - Начальник, управление и штаб (Sjef og Lederstøtte, Stab)
  - Рота охраны и безопасности (Østerdalen Vakt- og sikringskompani)
  - Школа общевойсковой подготовки (Manøverskolen)
  - Школа ВС для зимной боевой подготовки (Forsvarets Vinterskole (FVS)) (Тернингмоэн)
  - Артиллерийская школа (Artilleriskolen)
  - Школа связи (Sambandsskolen)
  - Инженерная школа (Ingeniørskolen)
  - Школа РХБЗ (Forsvarets ABC-vernskole (FABCS))
  - Школа МТО (Logistikkskolen)
  - Санитарная школа (Sanitetsskolen)
  - Отдел специализированной подготовки (Fagavdelingen)
  - Школа ВС для служебных собак (Forsvarets hundeskole)
  - Школа СВ для подготовки наборников и основной воинской подготовки (Hærens skole for rekrutt- og fagutdanning)
- Центр материально-технического обеспечения (Сессвольмоэн)
- Отдел оперативной поддержки (Operasjonsstøtteavdelingen) (Бардуфос) — питание, ремонт и пр.

Подготовка курсантов-офицеров происходит в Высшего военного училища СВ (Krigsskolen) в районе Линдерю городе Осло. Подготовка курсантов-подофицеров происходит в Сержантского училища (Hærens befalsskolen) в казарме Рена. Обе школы входят в состав Высшей школы ВС (Forsvarets Høgskolen) в непосредственном подчинении главнокомандующего ВС.

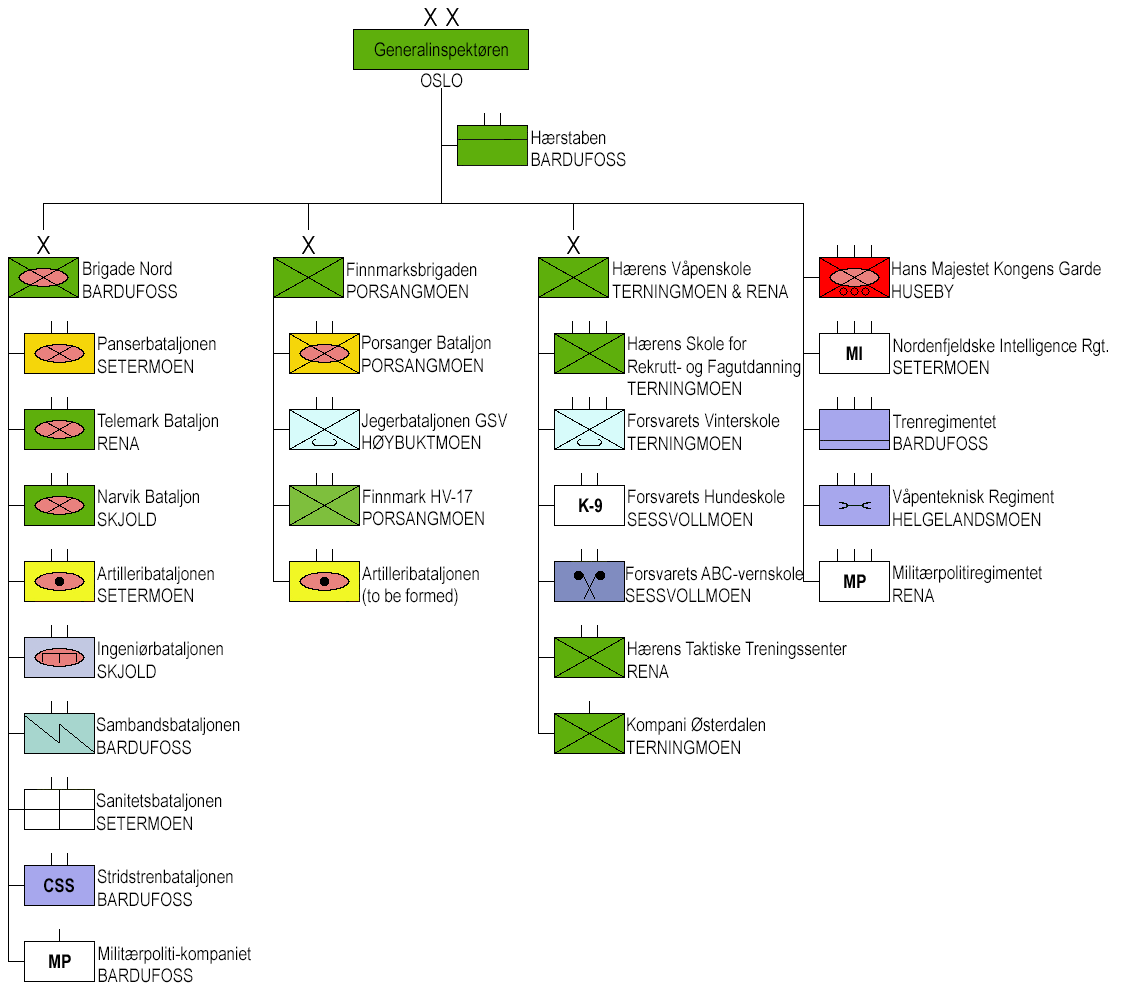
ОШС сухопутных войск Норвегии на 2020 год.

## Галерея

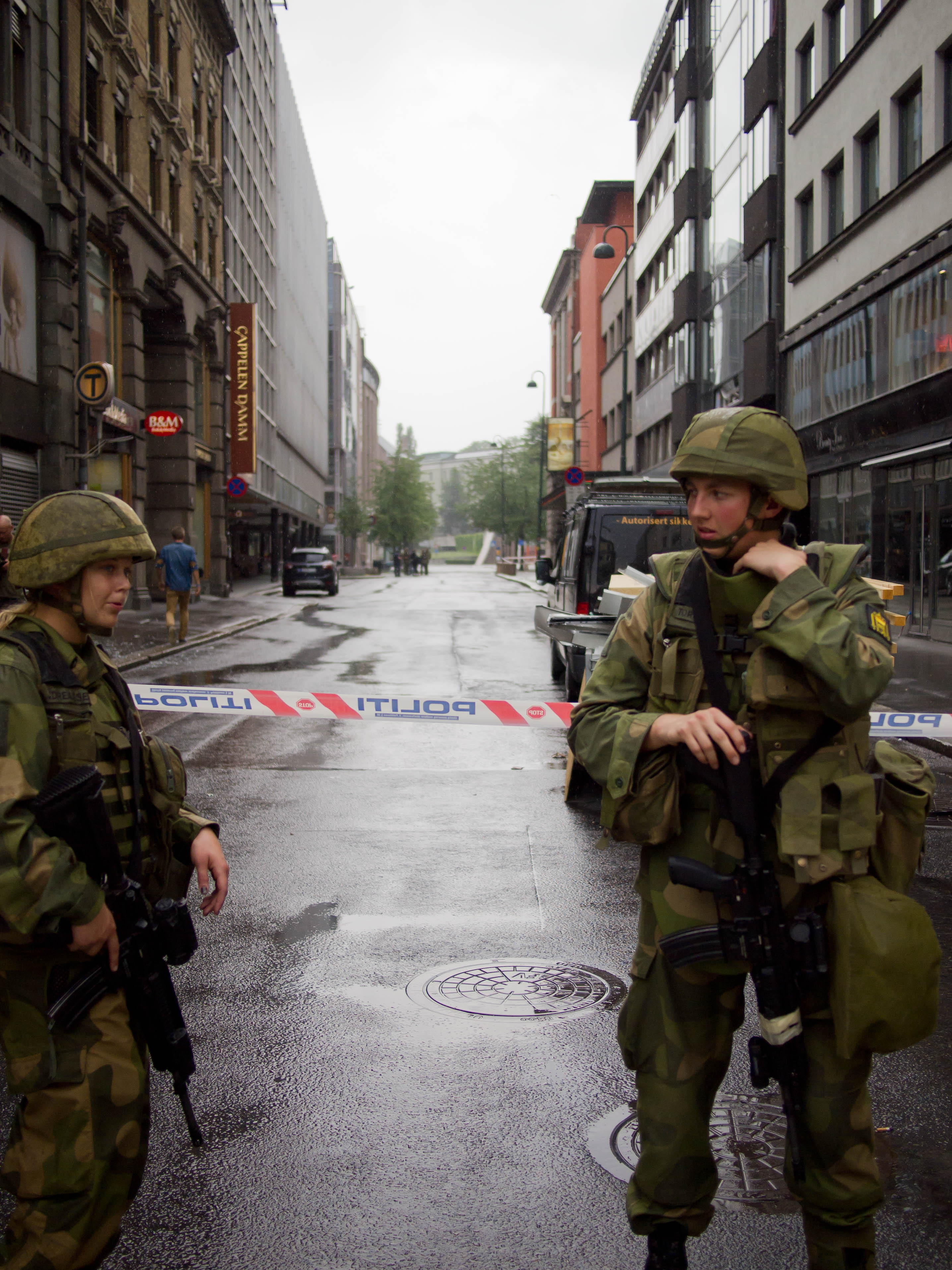
Норвежские военнослужащие в день после терактов в Осло, 2011
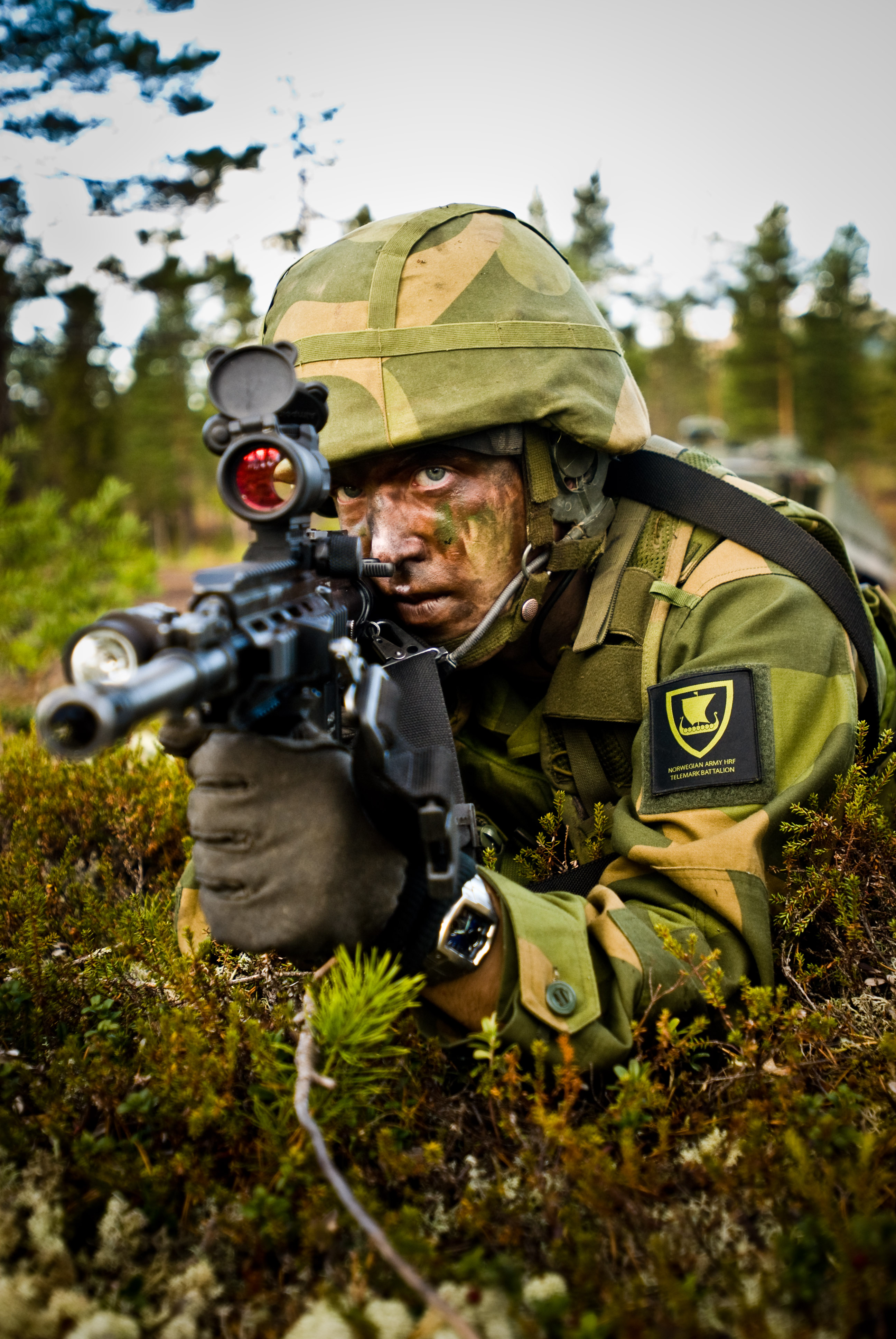
Норвежский солдат на полевых учениях
- Батальон «Телемарк» на учениях Noble Jump в Жагани, Польша. 16 июня 2015.

## Знаки различия

### Генералы и офицеры
| Категории         | Генералы | Генералы          | Генералы      | Генералы | Старшие офицеры | Старшие офицеры | Старшие офицеры | Младшие офицеры | Младшие офицеры | Младшие офицеры |
| ----------------- | -------- | ----------------- | ------------- | -------- | --------------- | --------------- | --------------- | --------------- | --------------- | --------------- |
|                   |          |                   |               |          |                 |                 |                 |                 |                 |                 |
| Норвежское звание | General  | Generalløytnant   | Generalmajor  | Brigader | Oberst          | Oberstløytnant  | Major           | Kaptein         | Løytnant        | Fenrik          |
| Соответствие      | Генерал  | Генерал-лейтенант | Генерал-майор | Бригадир | Полковник       | Подполковник    | Майор           | Капитан         | Лейтенант       | Прапорщик       |

### Сержанты и солдаты
| Категории         | Сержанты | Сержанты | Солдаты | Солдаты  |
| ----------------- | -------- | -------- | ------- | -------- |
|                   |          |          |         |          |
| Норвежское звание | Sersjant | Korporal | Menig   | Grenader |
| Соответствие      | Сержант  | Капрал   | Рядовой | Курсант  |